# Baranja na dlanu
Baranja na dlanu bio je „informativno-promidžbeni časopis” u izdanju tvrtke M media iz Valpova. Glavna urednica bila je Marina Brkić.
Prvi broj objavljen je 30. rujna 2004., a posljednji (trobroj) 8-9-10: travanj-svibanj-lipanj 2005. Izlazio je mjesečno u formatu 30 x 21 cm.
Časopis je donosio niz podataka o suvremenim i prošlim zbivanjima u Baranji (u općinama, školama, dječjim vrtićima, župama, kulturnim i sportskim društvima...), kao i o značajnim Baranjcima.
U časopisu su objavljivani članci i fotografije mnogobrojnih autora pa je npr. 6. broj imao čak 108 suradnika.
Križaljku 11×8 polja objavljivao je Stjepan Najman iz Valpova.